# Юрген Адамс
Юрген Адамс (нім. Jürgen Adams; нар. 13 лютого 1961) — німецький хокеїст, нападник.

## Кар'єра
Юрген Адамс — вихованець клубу «Маннхаймер ЕРК». У 1980 році став чемпіоном ФРН у складі «Маннхаймер ЕРК». Провів сім сезонів за «Маннхаймер ЕРК», ще два сезони відіграв за «Айнтрахт» (Франкфурт-на-Майні), закінчив свою кар'єру у клубі «Бад-Наугайм» (2-а Бундесліга). У першій Бундеслізі провів 356 матчів, набрав 161 очко (81 + 80).

## Нагороди та досягнення
- Чемпіон Німеччини у складі «Маннхаймер ЕРК» — 1980.